# East End (Kaaimaneilanden)
East End is een dorp en een van de zeven districten van de Kaaimaneilanden. Het is gelegen aan de zuidoostkust van Grand Cayman. In 2021 woonden er 1.846 mensen.